# Paloma Domingo García
Paloma Domingo García (Madrid, 3 de enero de 1959) es una científica española especializada en Astrofísica. Ha trabajado en el sector privado en empresas de telecomunicaciones y en la Universidad. Desde 2018 y hasta 2020 fue la directora general de la entidad Fundación Española para la Ciencia y la Tecnología y desde 2021 ocupa el cargo de directora djunta de la Fundación General del CSIC.

## Biografía

### Estudios
Paloma Domingo García es licenciada en Ciencias Físicas especialidad de Astrofísica por la Universidad Complutense de Madrid y doctora en Informática por la Universidad Politécnica de Madrid.

### Vida laboral
Desde 1984 hasta 1989 trabajó en el sector privado, en Entel, antigua empresa española que, tras su fusión con Eria pasó a llamarse Eritel y acabó absorbida por Indra Sistemas. Desarrolló diferente software para empresas de telecomunicaciones. Además, entre 1989 y 1994 fue directora de ingeniería del conocimiento también en Entel.
Después de sus experiencias en Entel y Eritel, se trasladó a la docencia en la Universidad Carlos III de Madrid, donde impartió clases de informática desde 1994 hasta 2000. Tras su experiencia como profesora fue promovida a Responsable de Prácticas Académicas en Empresa también en el Parque Científico de la Universidad Carlos III de Madrid, donde ocupó el cargo de 2000 a 2002 cuando fue promovida como Subdirectora de Parque Científico, que ocupó hasta 2012.
El Parque Científico de la UC3M ayuda a la puesta en marcha y al desarrollo de las empresas. Este parque de 280 hectáreas es un lugar de innovaciones que fomenta la competitividad y sostenibilidad de las empresas de base tecnológicas en el mercado. Paloma Domingo García desde su experiencia en tecnología y como científica permitió desarrollar el parque. En 2018 fue nombrada directora general de la Fundación Española para la Ciencia y la Tecnología (FECYT). La FECYT fue creada en 2001 y fomenta la investigación científica, el desarrollo y la innovación tecnológica. 
En 2021, Paloma Domingo García se convirtió en directora adjunta en la Fundación General CSIC, una fundación privada que promueve la colaboración público-privada en la investigación e innovación científica.

## Directora de FECYT
La Fundación Española para la Ciencia y Tecnología es una fundación pública dependiente del Ministerio de Ciencia e Innovación. El 5 de octubre de 2017, José Ignacio Fernández Vera dimitió de su cargo de director general por razones personales. De eso sigue la sustitución con funciones provisionales que al principio fue la designada por el Patronato para Borja Izquierdo, el responsable de Ciencia en el Exterior de FECYT y director de la Oficina Europea de la Secretaría de Estado.
Al final y por primera vez en la FECYT, la sustitución del director general se hizo a través de un proceso de selección. Es decir que una científica reemplazó a un hombre, según las elecciones de los demás. Es este empleo que marcaba su carrera. 
En 2020, es Cecilia Cabello, una segunda mujer, quien sustituye a Paloma Domingo García como directora general tras su nombramiento como directora adjunta  en la Fundación General CSIC.

## Trabajos
Paloma Domingo García fue parte de muchas fundaciones y grupos que trabajan para la investigación e innovación de la ciencia. 
Desde 1989 hasta 1994, desarrolló un software especial para la empresa Entel.[2]  También investigó sobre la inteligencia artificial.

## Ciencia e Innovación

### Mujeres en la ciencia
Hoy en día, el lugar de la mujer en el campo de la ciencia es cada vez mayor, según un estudio publicado por FECYT sobre el número de mujeres en la ciencia. 
Existe también un informe de la Unesco, que demuestra que hay un 35% de estudiantes mujeres en el ámbito científico. Además, la Universidad Internacional de La Rioja publicó un análisis que expone que un 12% de estudiantes son mujeres en este ámbito en España. A través de su labor, Paloma Domingo García intenta demostrar que las mujeres tienen su sitio en el mundo científico. En 2019 realizó una exposición “Mujeres que cambiaron el mundo”  con la Universidad Carlos III de Madrid. 

### El desarrollo de la ciencia
Una de sus acciones en la vida es participar en el desarrollo de la ciencia en el mundo y, sobre todo, en España. Paloma Domingo García intenta, desde su posición, promover la ciencia a través de las fundaciones con las que colabora y en su papel como profesora. Ha participado en la campaña “La ciencia contra ciencia entra”, creada por la Fundación Lilly y la FECYT con la intención de mejorar la forma en la que se enseña la ciencia a los niños.   
Además, realizó una entrevista durante la semana de la ciencia en el Campus de Alcoy, Alicante en la que explicaba el problema del subnúmero que tiene España de personas con interés en la ciencia y del hecho de que los más jóvenes no tienen mucho acceso a este ámbito de estudios.